# Canção do Expedicionário
Canção do Expedicionário é o título de uma música composta por Spartaco Rossi com letra de Guilherme de Almeida. Foi originalmente interpretada pelo cantor Francisco Alves, e se tornou mais conhecida que o próprio hino oficial da Força Expedicionária Brasileira (FEB), nome das tropas que lutaram na Europa durante a II Guerra Mundial.
O poema de Almeida não foi todo ele musicado por Rossi, e o lançamento da gravação se deu em 8 de setembro de 1944, sendo executada pela Orquestra Odeon (da gravadora) sob o maestro Fon-Fon. Vencedora de um concurso feito por um jornal, tornou-se um dos maiores sucessos no ano de 1944 e passou a fazer parte obrigatória dos repertórios de bandas de música e de canto orfeônico do Brasil.

## Contexto histórico
Mesmo antes de o Brasil entrar na guerra já várias canções exaltavam o país e sua capacidade de reagir a uma agressão; depois que o país ingressou finalmente nas lutas ao lado das nações Aliadas, em 22 de agosto de 1942, outras canções surgiram com nítido teor patriótico.

## Autores
O maestro Spartaco Rossi compôs mais de duzentas peças, a maioria de cunho nacionalista como esta que adicionou a melodia aos versos de Almeida, e outras como a Sinfonia da Pátria.
Guilherme de Almeida escrevera os versos para um concurso promovido pelo jornal paulistano Diário da Noite, que escolheria uma canção para homenagear os "pracinhas" da FEB na Itália; a 26 de dezembro de 1960, Guilherme de Almeida escreveu um artigo pela inauguração do Monumento Nacional aos Mortos da Segunda Guerra Mundial, onde deu sua versão para a criação dos versos: "Era já a madrugada de 8 de março de 1944 quando escrevi a última sextilha da 'Canção do Expedicionário'. (...) Apenas uma rapsódia. Mapa lírico do Brasil: fragmentos de canções do povo, com que o 'pracinha' – o novo, desconhecido soldado dos Exércitos Aliados – havia de apresentar-se a gentes outras, terras de outrem, dizendo: Você sabe de onde eu venho? (...) Isso cantaram os 'pracinhas' lá longe, no estrangeiro. Isso, na Guerra, foi eco ao longo dos seus passos. Canto e eco que por lá então emudeceram à flor dos lábios e sob os pés de um punhado deles..."

## Letra
Os versos de Almeida, na versão completa do poema, trazem referências ao Hino Nacional Brasileiro, a versos do poeta Gonçalves Dias e da obra de José de Alencar, além de menções a canções bastante populares, como Meu Limão, Meu Limoeiro, Luar do Sertão, Feitio de Oração, Casinha Pequenina, Casa de Caboclo, etc.
Uma característica da letra é a repetição e ênfase de palavras com a letra "v", bastante frequente ali: "V" da "vitória", "volte", "leve", "divisa", etc.

### Excerto
O refrão da "Canção" diz o seguinte:
Por mais terras que eu percorra,

Não permita Deus que eu morra

Sem que volte para lá;

Sem que leve por divisa

Esse "V" que simboliza

A vitória que virá:

Nossa vitória final,

Que é a mira do meu fuzil,

A ração do meu bornal,

A água do meu cantil,

As asas do meu ideal,

A glória do meu Brasil.

## Análise e crítica
Ao contrário do que declarou em 1960 Guilherme de Almeida, o sucesso da canção foi maior no próprio Brasil do que na Europa; diversos relatos dão conta de que a canção não era por lá muito ouvida por ser de "difícil execução".

## Impacto cultural
Os versos "por mais terras que eu percorra / não permita Deus que eu morra / sem que volte para lá" foram utilizados num cartaz de campanha pelo retorno ao país dos exilados da Ditadura Militar de 1964, na década de 1970.